# Siren of Hell
Siren of Hell è un film muto del 1915 diretto da Raoul Walsh e interpretato da Theda Bara, qui nel suo secondo ruolo cinematografico. È la prima volta che l'attrice usa il nome Theda Bara: aveva debuttato l'anno precedente, con il nome Theodosia Goodman, in The Stain.
Per Raoul Walsh, questa è una delle sue prime regie.

## Produzione
Il film fu prodotto dalla Fox Film Corporation e venne girato a Fort Lee, nel New Jersey.

## Distribuzione
Distribuito dalla Fox Film Corporation, il film uscì nelle sale cinematografiche statunitensi nel 1915. Della pellicola, che viene considerata perduta, non si conoscono altri dati certi.